# Wayne County (Missouri)
Das Wayne County ist ein County im US-amerikanischen Bundesstaat Missouri. Im Jahr 2020 hatte das County 10.974 Einwohner und eine Bevölkerungsdichte von 5,6 Einwohnern pro Quadratkilometer. Der Verwaltungssitz (County Seat) ist Greenville.

## Geografie

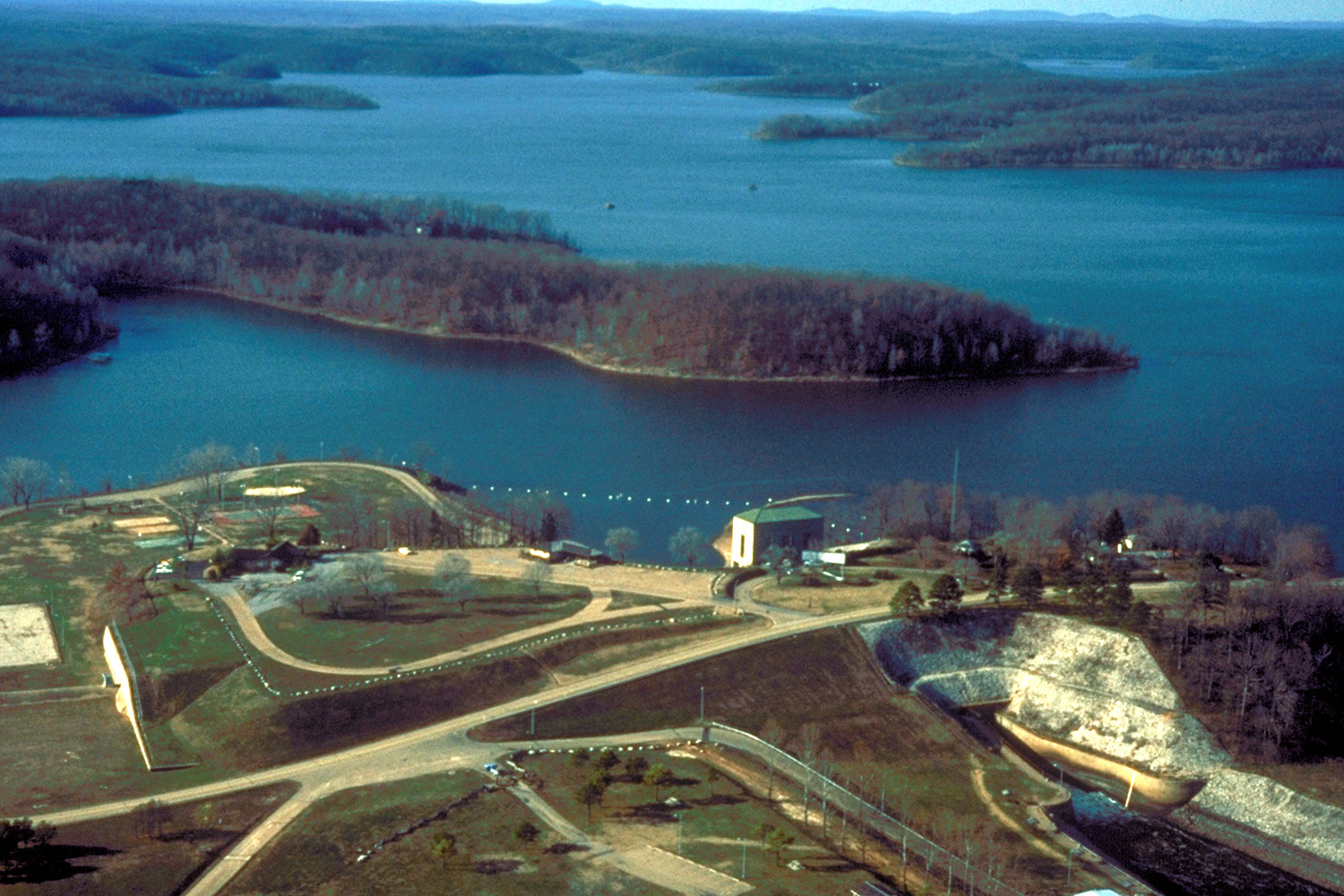
Lake Wappapello

Das County liegt im Südosten von Missouri am östlichen Rand des Ozark-Plateaus, ist im Süden etwa 50 km von Arkansas entfernt und hat eine Fläche von 2005 Quadratkilometern, wovon 34 Quadratkilometer Wasserfläche sind.
Das Wayne County wird vom St. Francis River durchflossen, der an der Grenze zum Butler County zum Lake Wappapello aufgestaut wird.
An das Wayne County grenzen folgende Nachbarcountys:
| Iron County     | Madison County |                  |
| Reynolds County | Kompass        | Bollinger County |
| Carter County   | Butler County  | Stoddard County  |

### Schutzgebiete
- Mark Twain State Park (teilweise)
- Mingo National Wildlife Refuge (teilweise)

## Geschichte

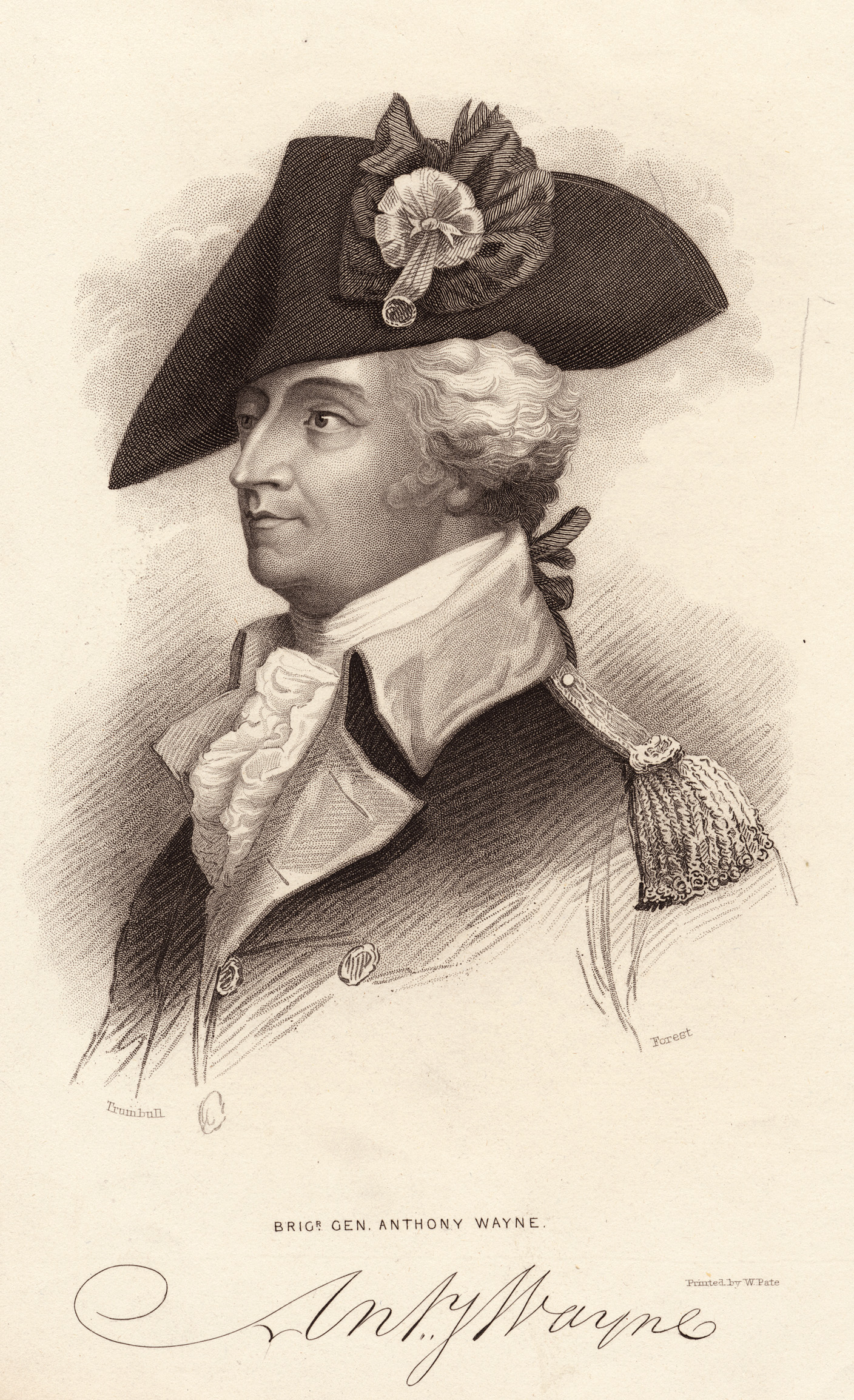
A. Wayne

Die ersten weißen Siedler kamen um das Jahr 1800 aus dem Osten der USA in die Region des heutigen Wayne County. Die ersten Siedlungen waren die heute noch bestehenden Orte Patterson und Greenville, die formell den damals noch herrschenden spanischen Kolonialbehörden unterstanden.
Das Wayne County wurde 1818 aus Teilen des Cape Girardeau County und des Lawrence County im damaligen Missouri-Territorium gebildet. Benannt wurde es nach General Anthony Wayne (1745–1796), einem General der Kontinentalarmee im Amerikanischen Unabhängigkeitskrieg.

1943 wurde der Wappapello Dam fertiggestellt und dadurch der Lake Wappapello angelegt.

## Demografische Daten
Nach der Volkszählung im Jahr 2010 lebten im Wayne County 13.521 Menschen in 5838 Haushalten. Die Bevölkerungsdichte betrug 6,9 Einwohner pro Quadratkilometer.
Ethnisch betrachtet setzte sich die Bevölkerung zusammen aus 97,2 Prozent Weißen, 0,3 Prozent Afroamerikanern, 0,4 Prozent amerikanischen Ureinwohnern, 0,2 Prozent Asiaten sowie aus anderen ethnischen Gruppen; 1,6 Prozent stammten von zwei oder mehr Ethnien ab. Unabhängig von der ethnischen Zugehörigkeit waren 1,0 Prozent der Bevölkerung spanischer oder lateinamerikanischer Abstammung.
In den 5838 Haushalten lebten statistisch je 2,29 Personen.
20,8 Prozent der Bevölkerung waren unter 18 Jahre alt, 57,8 Prozent waren zwischen 18 und 64 und 21,4 Prozent waren 65 Jahre oder älter. 49,9 Prozent der Bevölkerung war weiblich.

Das jährliche Durchschnittseinkommen eines Haushalts lag bei 30.621 USD. Das Prokopfeinkommen betrug 17.105 USD. 19,8 Prozent der Einwohner lebten unterhalb der Armutsgrenze.

## Ortschaften im Wayne County
Citys
- Greenville
- Piedmont
- Williamsville

Village
- Mill Spring

Unincorporated Communities
| - Beckville - Bounds - Brunot - Burbank - Burch - Cascade | - Clubb - Coldwater - Gads Hill - Gravelton - Hiram - Holliday Landing | - Keener Cave - Kime - Leeper - Lodi - Lowndes - McGee | - Missionary Acres - Patterson - Shook - Silva - Upalika - Wappapello |

## Gliederung
Das Wayne County ist in zehn Townships eingeteilt:
| Township              | Einwohner (2010) | FIPS     |
| --------------------- | ---------------- | -------- |
| Benton Township       | 3796             | 29-04816 |
| Black River Township  | 711              | 29-06112 |
| Cedar Creek Township  | 448              | 29-12304 |
| Cowan Township        | 627              | 29-16966 |
| Jefferson Township    | 289              | 29-36987 |
| Logan Township        | 1486             | 29-43616 |
| Lost Creek Township   | 2288             | 29-44120 |
| Mill Spring Township  | 908              | 29-48404 |
| St. Francois Township | 2094             | 29-64334 |
| Williams Township     | 874              | 29-79972 |